# Tiit-Rein Viitso

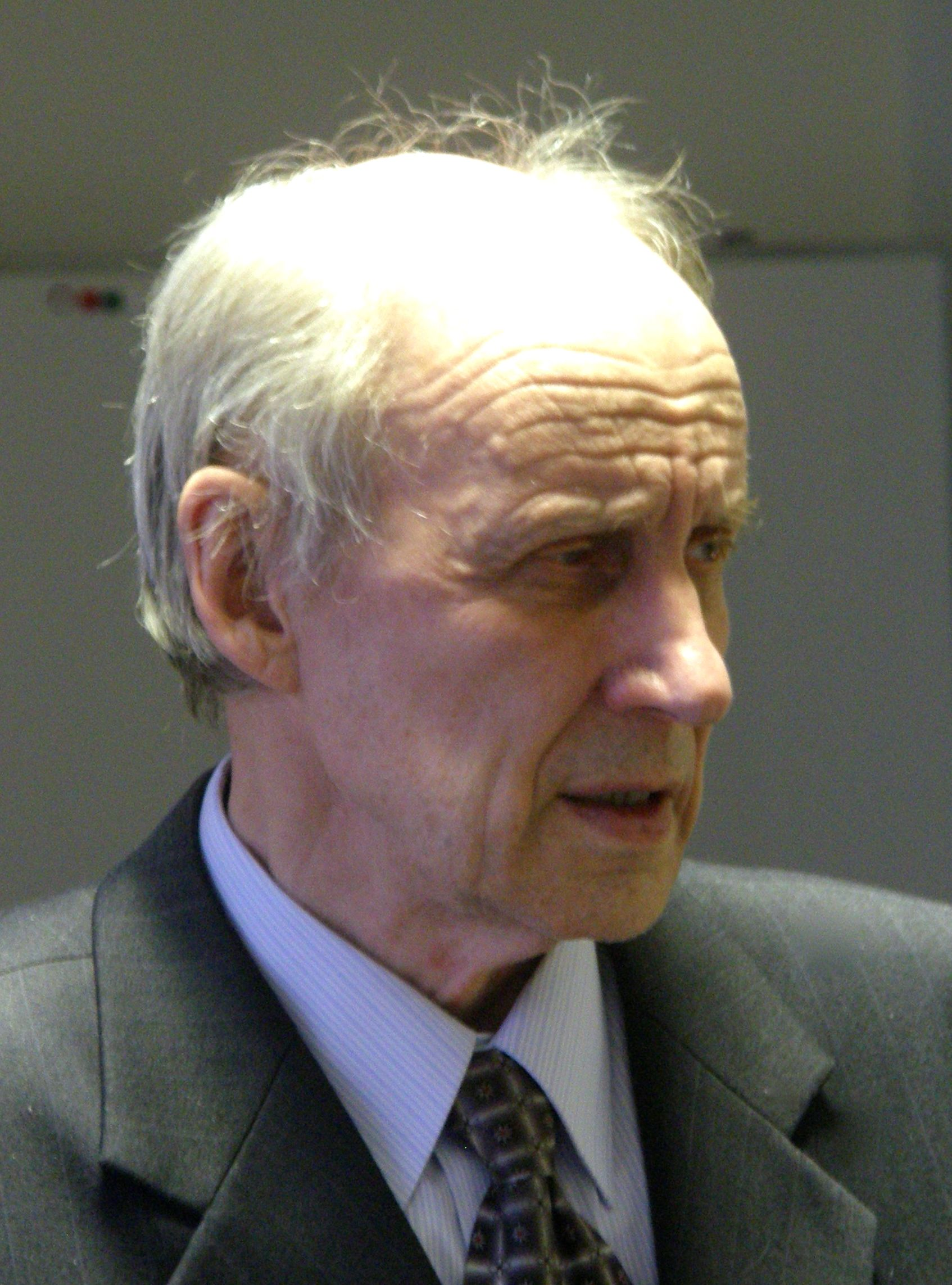
Tiit-Rein Viitso, 2013

Tiit-Rein Viitso (* 4. März 1938 in Tallinn; † 2. Dezember 2022) war ein estnischer Sprachwissenschaftler und Finnougrist.

## Leben
Viitso machte 1956 in Tartu Abitur und immatrikulierte sich im gleichen Jahr an der Universität Tartu für das Fach Estnische Philologie. Nach seinem Abschluss 1961 folgte die Aspirantur am Institut für Sprache und Literatur in Tallinn. Seine Kandidatenarbeit zum Nordwepsischen verteidigte er 1966 in Tartu. An derselben Universität reichte er 1982 seine Doktorarbeit zu den Hauptproblemen der phonologischen Struktur der ostseefinnischen Sprachen ein.
Viitso arbeitete von 1965 bis 1973 am Rechenzentrum der Universität Tartu, danach war er Wissenschaftler am Institut für Sprache und Literatur in Tallinn. 1989 wurde er Professor an der Universität Tartu, gleichzeitig war er von 1989 bis 1991 Gastprofessor an der Universität Helsinki.

## Forschungstätigkeit
Viitsos zentrales Forschungsgebiet war die Lautgeschichte des Estnischen und der ostseefinnischen Sprachen, wozu er zahlreiche Untersuchungen vorlegte. Darüber hinaus befasste er sich mit allgemeineren und typologischen Fragen der estnischen Grammatik. Von den nahverwandten Sprachen erforschte er am intensivsten das Wepsische und das Livische, zu dem er gemeinsam mit Valts Ernštreits ein Wörterbuch verfasste. Auch das Selkupische wurde von ihm untersucht.

## Ehrungen
- 2001 Orden des weißen Sterns (V. Klasse)
- 2006 Ehrendoktor der Universität Lettlands
- 2011 Ferdinand-Johann-Wiedemann-Preis

## Bibliografie (Auswahl)

### Monografien
- Läänemeresoome fonoloogia küsimusi. Tallinn: Eesti NSV Teaduste Akadeemia Keele ja kirjanduse instituut 1981. 134 S.
- Liivi keel ja läänemeresoome keelemaastikud. Tartu, Tallinn: Eesti Keele Sihtasutus 2008. 402 S.
- (gemeinsam mit Valts Ernštreits) Līvõkīel-ēstikīel-leţkīel sõnārōntõz. Liivi-eesti-läti sõnaraamat. Lībiešu-igauņu-latviešu vārdnīca. Tartu / Rīga: Tartu Ülikool / Latviešu valodas aģentūra. 2012. 415 S.

### Aufsätze
- On Consonantal Phonemes in Proto-Uralic and Proto-Finno-Ugric, in: Congressus Internationalis Fenno-Ugristarum 3, 1975. Tallinn, S. 174–178.
- Eesti muutkondade süsteemist, in: Keel ja Kirjandus 3/1976, S. 148–162.
- Über die Wortarten im Estnischen, in: Sovetskoe Finno-Ugrovedenie 13, 1977, S. 241–252.
- The history of Finnic õ in the first syllable, in: Sovetskoe Finno-Ugrovedenie 14, 1978, S. 86–106.
- Läänemeresoomlased: Maahõive ja varaseimad kontaktid, in: Symposium Saeculare Societatis Fenno-Ugricae. Helsinki: Suomalais-ugrilainen seura 1983, S. 265–281.
- Kriterien zur Klassifizierung der Dialekte der ostseefinnischen Sprachen, in: Dialectologia Uralica.Materialien des ersten Internationalen Symposiums zur Dialektologie der uralischen Sprachen 4.–7. September 1984 in Hamburg. Herausgegeben von Wolfgang Veenker. Wiesbaden: Harrassowitz 1985 (Verhandlungen der Societas Uralo-Altaica 20), S. 89–96.
- Läänemeresoome murdeliigenduse põhijooned, in: Keel ja Kirjandus 7/1985, S. 399–404.
- Eesti keele kujunemine flekteerivaks keeleks, in: Keel ja Kirjandus 8/1990, S. 456–461; 9/1990, S. 542–548.
- Finnic and its prehistoric Indo-European neighbors, in: Finnisch-ugrische Sprachen zwischen dem germanischen und dem slavischen Sprachraum. Vorträge des Symposiums aus Anlaß des 25-jährigen Bestehens der Finnougristik an der Rijksuniversiteit Groningen 13.–15. November 1991. Herausgeber: László Honti, Sirkka-Liisa Hahmo, Tette Hofstra, Jolanta Jastrzębska, Osmo Nikkilä. Amsterdam, Atlanta, GA: Rodopi 1992, S. 185–196.
- Proto-Indo-European laryngeals in Uralic, in: Linguistica Uralica 28, 1992, S. 161–172.
- The puzzle of the Proto-Finnic *h, in: Fernandez, M.M. Jocelyne / Raag, Raimo (eds.): Contacts de langues et de cultures dans l'aire baltique. Contacts of Languages and Cultures in the Baltic Area. Mélanges offerts à Fanny de Sivers. Uppsala: Centre for Multiethnic Research 1996, S. 311–323.
- Ostseefinnisch und Lappisch, in: Lapponica et Uralica. 100 Jahre finnisch-ugrischer Unterricht an der Universität Uppsala. Vorträge am Jubiläumssymposium 20.–23. April 1994. Hrsg. von Lars-Gunnar Larsson. Uppsala: Almqvist & Wiksell 1996, S. 113–121.
- On classifying the Finno-Ugric languages, in: Congressus Internationalis Fenno-Ugristarum 8, Bandn 4. Jyväskylä 1996. S. 261–266.
- Keelesugulus ja soome-ugri keelepuu, in: Akadeemia 5/1997, S. 899–929.
- Possible prehistoric contacts of Livonian, in: Linguistica Uralica 34, 1998, S. 8–22.
- Fennic, in: Daniel Abondolo (Ed.): The Uralic languages. London, New York: Routledge. 1998, S. 96–114.
- Estonian, in: Daniel Abondolo (Ed.): The Uralic languages. London, New York: Routledge. 1998, S. 115–148.
- On Classifying the Selkup Dialects, in: Europa et Sibiria. Beiträge zu Sprache und Kultur der kleineren finnougrischen, samojedischen und paläosibirischen Völker. Gedenkband für Wolfgang Veenker. Herausgegeben von Cornelius Hasselblatt und Paula Jääsalmi-Krüger. Wiesbaden: Harrassowitz 1999, S. 441–452.
- Finnic affinity, in: Congressus Internationalis Fenno-Ugristarum 9, Bd. I. Tartu 2000, S. 153–178.
- Historical phonology of Finnic languages: Proto-Finnic, in: Finnisch-Ugrische Mitteilungen 23, 2001, S. 197–208.
- Eesti tegusõna tüpoloogiat, in: Keel ja Kirjandus 3/2005, S. 182–194.
- Pagan, põrgu ja papp: kolm kristlikku terminit, in: Keel ja Kirjandus 11/2006, S. 894–902.
- Survey of previous research on Livonian prosody, in: Linguistica Uralica 43, 2007, S. 23–28.
- Livonian gradation: Types and genesis, in: Linguistica Uralica 43, 2007, S. 45–62.
- Nn vaegomadussõna ja selle taust, in: Keel ja Kirjandus 11/2007, S. 878–887.

## Sekundärliteratur
- Kiriusutelu Tiit-Rein Viitsoga, in: Keel ja Kirjandus 3/1998, S. 207–212.
- Väino Klaus: Tiit-Rein Viitso mälestuseks, in: Keel ja Kirjandus 3/2023, S. 352–355.